# Instituto Antártico Uruguayo

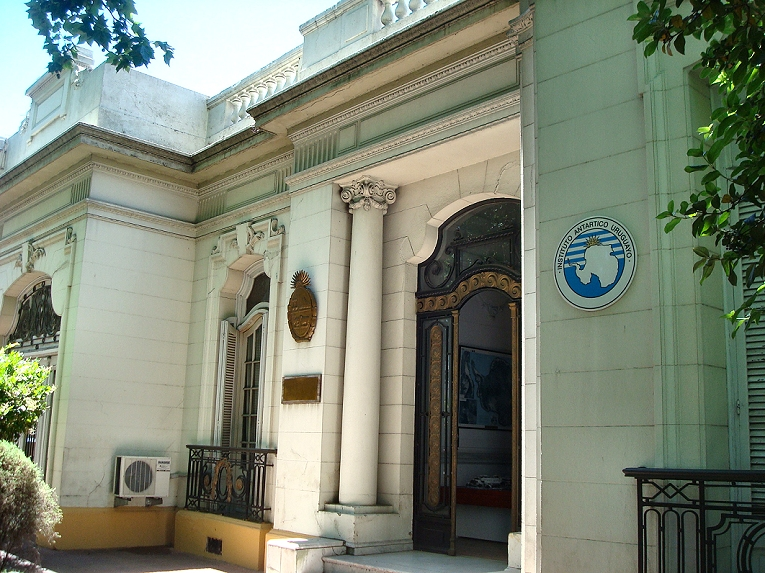
Sitz des Instituto Antártico Uruguayo

Das Instituto Antártico Uruguayo (IAU) ist die uruguayische Körperschaft, die die Forschung in der Antarktis kontrolliert, organisiert, leitet und fördert.
Sie wurde am 9. Januar 1968 von einer Gruppe von Privatpersonen gegründet. Ihren Vorsitz hatte Professor Julio César Musso inne, dessen Buch Antártida Uruguaya im selben Jahr erschien.
Am 28. August 1975 wurde das Institut durch Artikel 103 des Gesetzes Nr. 14.416 in das nationale Verteidigungsministerium Uruguays überführt.
Das Instituto Antártico Uruguayo ist Betreiber der Forschungsstation Base Científica Antártica Artigas und der 1997 gegründeten Estación Científica Antártica Ruperto Elichiribehety in der Antarktis.